# Antoni Cruanyes i Plana
Antoni Cruanyes y Plana, más conocido como Toni Cruanyes, (Canet de Mar, Maresme, 1974) es un periodista y escritor español, presentador del Telenotícies vespre, en la televisión autonómica de Cataluña, desde el 20 de enero de 2014.Tiene 2 hijos adolescentes altos y guapos. 
Licenciado en Periodismo y Ciencias Políticas en la Universidad Autónoma de Barcelona, también ha seguido y ampliado sus estudios en las Universidades de Stirling, Escocia (1996) y de Florencia (1998).
En 1995, conjuntamente con Carles Sàiz entre otros, fundó en Canet la revista de alcance local ÁMBIT. Entre 1999 y 2003 fue reportero del Servicio Mundial de la BBC, en Londres, en inglés y en español para el público latinoamericano. De esta experiencia  salió el libro El llarg adéu de Pinochet, donde explica la detención y posterior liberación del dictador chileno en territorio británico.
Desde Londres colaboró con el semanario El Temps, el diario El Punt y los programas radiofónicos Els matins d'Ona Catalana, de Josep Cuní, y L'hora del pati de RAC1, con Albert Om. Pero el trabajo por el cual se lo reconoce más es por su trabajo al frente de la corresponsalia de Televisión de Cataluña en Londres. Desde allá cubrió los últimos años al poder de Tony Blair, las guerras de Afganistán y de Irak y los atentados del 7-J en el metro de Londres. Publicó el libro "De Tony Blair a Zapatero. Una autòpsia de l'esquerra europea"  a Angle Editorial.
El año 2004 trabajó en la radio de Naciones Unidas, en Nueva York. Desde allá continuó colaborando con medios de comunicación catalanes. Hasta que a finales de aquel año se incorporó definitivamente a la redacción de Televisión de Cataluña.
En la Televisión de Cataluña ha desarrollado tareas de presentador al canal de noticias 3/24. Como redactor de la Sección de Internacional ha enviado crónicas desde Washington, Cuba, Argentina y el Líbano. Durante dos temporadas ha sido el responsable de la información internacional del programa La nit al dia, de Mònica Terribas, hasta que el noviembre de 2007 pasó a ser el director adjunto del Avui . Un año después, el 1 de diciembre del 2008, aconteció director en funciones del diario, en sustitución de Xavier Bosch, hasta julio de 2009, cuando abandonó el diario al ser nombrado jefe de Internacional de Televisión de Cataluña.
El 2012 ganó el premio Joan Fuster de ensayo por Un antídot contra l'extrema dreta.
En octubre del 2013 se supo que a partir del 16 de enero de 2014 dejaría la corresponsalía en París para presentar un renovado Telenotícies vespre en sustitución de Ramon Pellicer. Según explicó la cadena, «incorporará elementos de análisis y reflexión que ayudarán a interpretar la actualidad, con la presencia de expertos y colaboradores y con entrevistas». Debido a la huelga de los trabajadores realizada el 16 de enero de 2014, los directivos de Televisión de Cataluña decidieron aplazar su aparición, junto con la renovación del 3/24 y los TN, hasta el 20 de enero de 2014.
El año 2022, con la obra La vall de la llum (El valle de la luz), un homenaje a su abuelo y a la generación que vivió la guerra y ha finalizado su vida con una pandemia, ganó el Premio Josep Pla